# Ergosterolo
L'ergosterolo è uno sterolo precursore della vitamina D2. Viene trasformato in viosterolo per azione dei raggi ultravioletti e viene quindi convertito in ergocalciferolo. Fu il chimico tedesco Adolf Windaus, premio Nobel nel 1928 per i suoi studi sugli steroli, a individuare nel 1927 tale via metabolica e a chiarire la struttura dell'ergosterolo nel 1934.

## Ruolo fisiologico
L'ergosterolo è un componente fondamentale della membrana cellulare dei miceti, dove svolge le stesse funzioni svolte dal colesterolo nelle cellule animali. Anche alcuni protisti, come i tripanosomi, hanno assicurata la loro fluidità di membrana dalla presenza dell'ergosterolo.
I farmaci antimicotici agiscono legandosi all'ergosterolo o inibendone la sintesi. L'amfotericina B si lega all'ergosterolo creando un poro polare nella membrana cellulare. A causa di ciò gli ioni (principalmente K+ e H+) e altre molecole fuoriescono dalla cellula causandone la morte. Miconazolo e itraconazolo, di più comune utilizzo a causa dei loro minori effetti collaterali, agiscono invece inibendo la sintesi metabolica dell'ergosterolo.